# Anna Setton

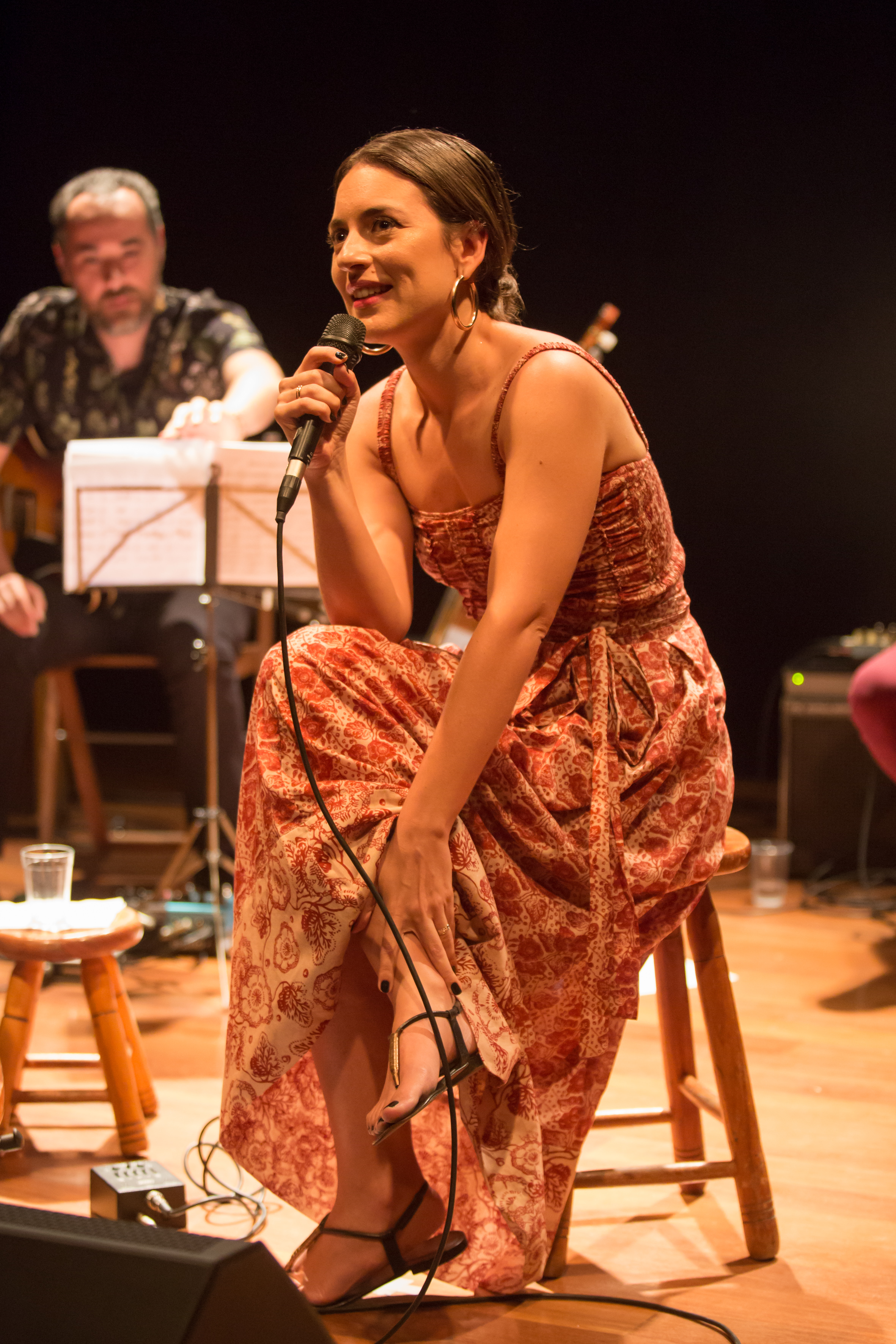
Anna Setton em show no Teatro Brincante, São Paulo, em 20 de outubro de 2018 (Mila Maluhy).

Anna Setton (São Paulo, 27 de agosto de 1983) é cantora, violonista e compositora brasileira.
Trabalhou por 14 anos na noite paulistana ao lado de nomes como Toquinho, com quem excursionou por cinco anos em mais de 200 shows, por todo o Brasil e vários países.

Seu primeiro disco, Anna Setton, lançado em novembro de 2018, tem composições autorais, uma parceria de Edu Sangirardi com Toquinho e Paulo César Pinheiro escrita especialmente para ela e três regravações: Minha voz, minha vida (Caetano Veloso), A lenda do Abaeté (Dorival Caymmi) e Nature Boy (eden ahbez).

O disco de estreia foi produzido por Swami Jr, diretor musical da cantora cubana Omara Portuondo, e gravado com vários músicos da cena instrumental brasileira, como Edu Sangirardi (piano e direção musical), Bruno Migotto (baixos elétrico e acústico), Vinicius Gomes (guitarra e violão), Jonatas Sansão (bateria), Diego Garbin (flugelhorn, em Nature Boy) e Jota P. (sax, em Paisagem Real). Como lançamento da carreira solo de Anna, o show deste álbum foi apresentado em shows no Brasil, Portugal , França, Alemanha, Inglaterra, Japão , Coreia e Austrália .

## Discografia
Anna Setton (2018)